# H3h3Productions

h3h3Productions (eller h3h3) er en israelsk-amerikansk kanal på den kendte medieplatform YouTube. Kanalen har over 6,4 millioner abonnenter, og de to værter på kanalen, Ethan og Hila Klein, er blevet nogle store stjerner på internettet. Videoerne er blevet vist over 1,3 mia. gange på YouTube.

## Starten på kanalen
Ethan Edward Klein (født 24. juni 1985) kommer fra Ventura i Californien. Han blev født ind i en ashkenazi-jødisk familie. Han gik på Buena High School. Senere læste han engelsk litteratur på University of California i Santa Cruz fra 2004 til 2009.